# Christophoruskirche (Wiesbaden)

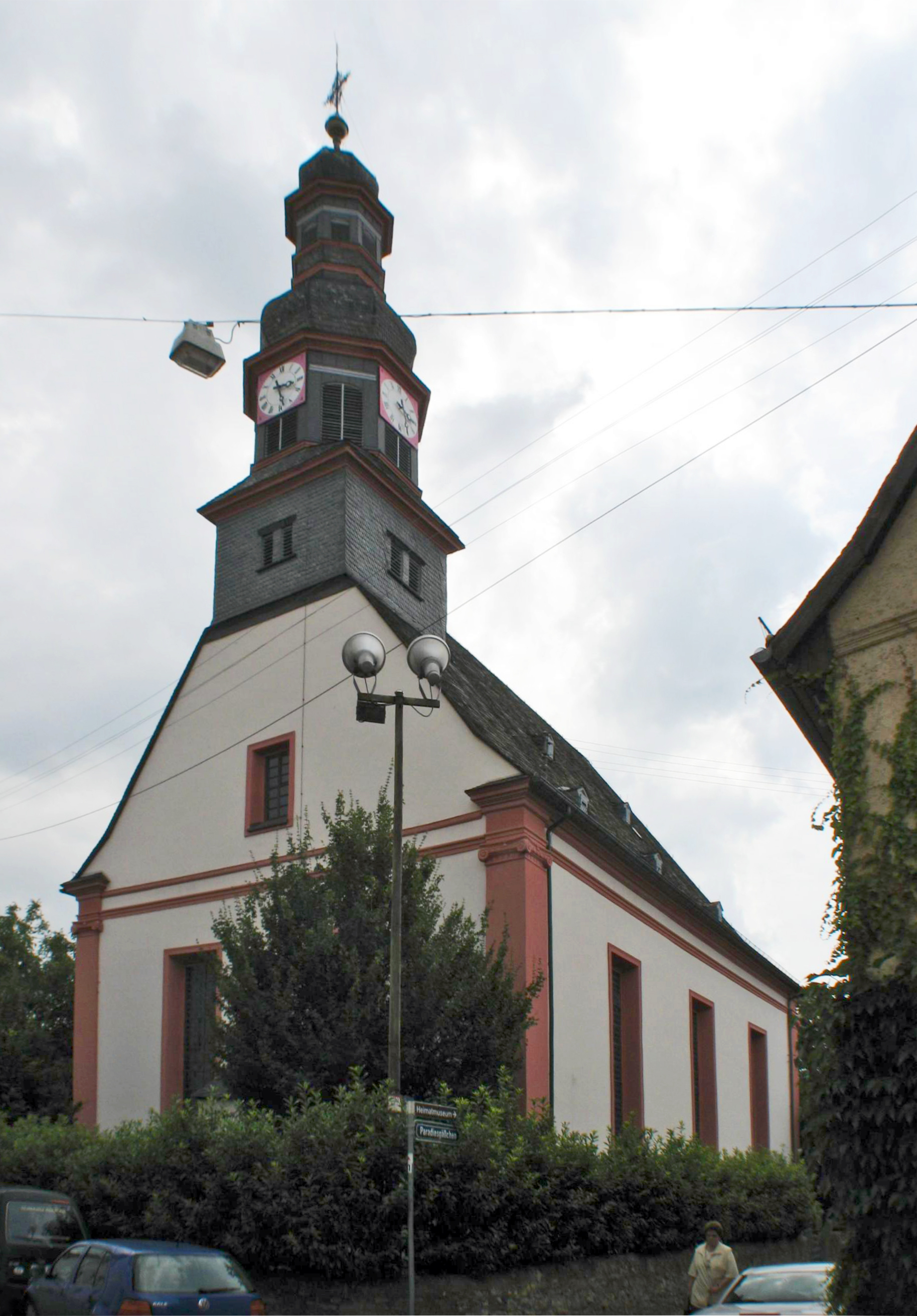
Der Rokokobau der Christophoruskirche in der Altstadt

Die Christophoruskirche im Stadtteil Schierstein der hessischen Landeshauptstadt Wiesbaden ist eine protestantische Kirche, die 1752 bis 1754 im Stil des auslaufenden Barocks und des Rokokos errichtet wurde.

## Geschichte

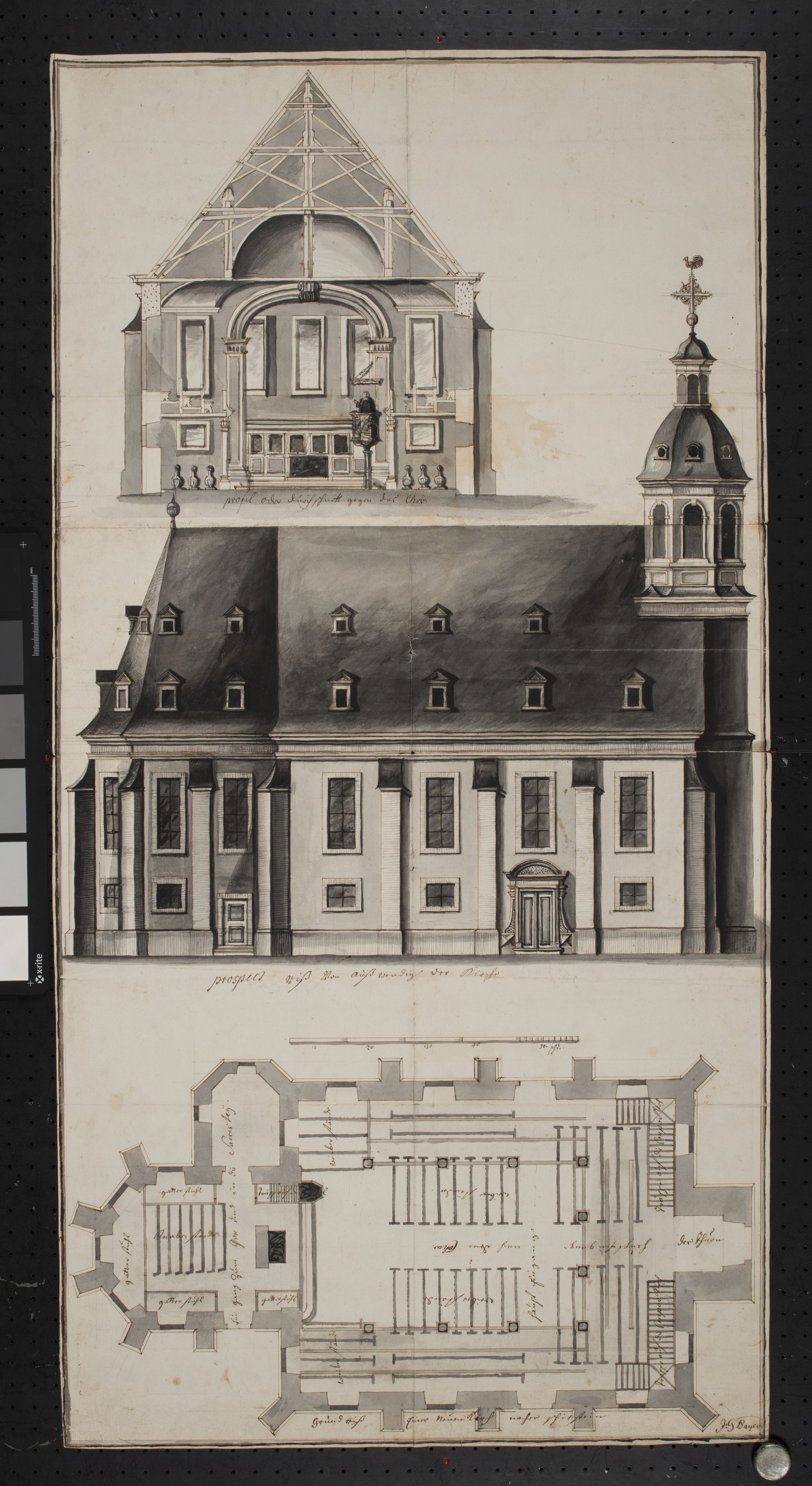
Grundriss, Schnitt und Ansicht der Kirche, 1749

Nachdem im Jahre 1752 ein Teil des Turmes der alten Schiersteiner Kirche einstürzte, wurden die Neubaupläne des Architekten Johann Wilhelm Faber, die schon in den Jahren zuvor diskutiert worden waren, plötzlich dringlich. Der Kurmainzische Oberbaudirektor Anselm Franz Freiherr von Ritter zu Groenesteyn stellte den Gemüsegarten seines Landgutes als Baugrundstück zur Verfügung. Am 3. Mai 1752 war dann Grundsteinlegung, und am 15. September 1754 konnte die neue Kirche eingeweiht werden. 1962 wurde die Schiersteiner Kantorei in der Gemeinde gegründet.

## Architektur

### Äußeres
Die Kirche wurde wie üblich in Ost-West-Richtung mit dem Chor im Osten errichtet. Es handelt sich um eine Saalkirche. Die Grundrissmaße außen (Länge 24 m, Breite 15 m) entsprechen dem Goldenen Schnitt. Die gute Akustik des Innenraumes dürfte mit darauf zurückzuführen sein.
Der jetzt leicht nach Westen geneigte Turm, eine Welsche Haube, ruht auf keinem eigenen Fundament, sondern ist als Dachreiter dem Dachstuhl aufgesetzt. Entgegen der üblichen Praxis steht er im Osten. Die Turmstange trägt die Weltkugel, das Kreuz und den Wetterhahn. Das Gebälk und der Dachstuhl sind aus Tannenholz aus dem Fichtelgebirge. Die dünne Decke aus stuckierter Leinwand hängt an einem Balken, der von Ost nach West läuft.

### Inneres

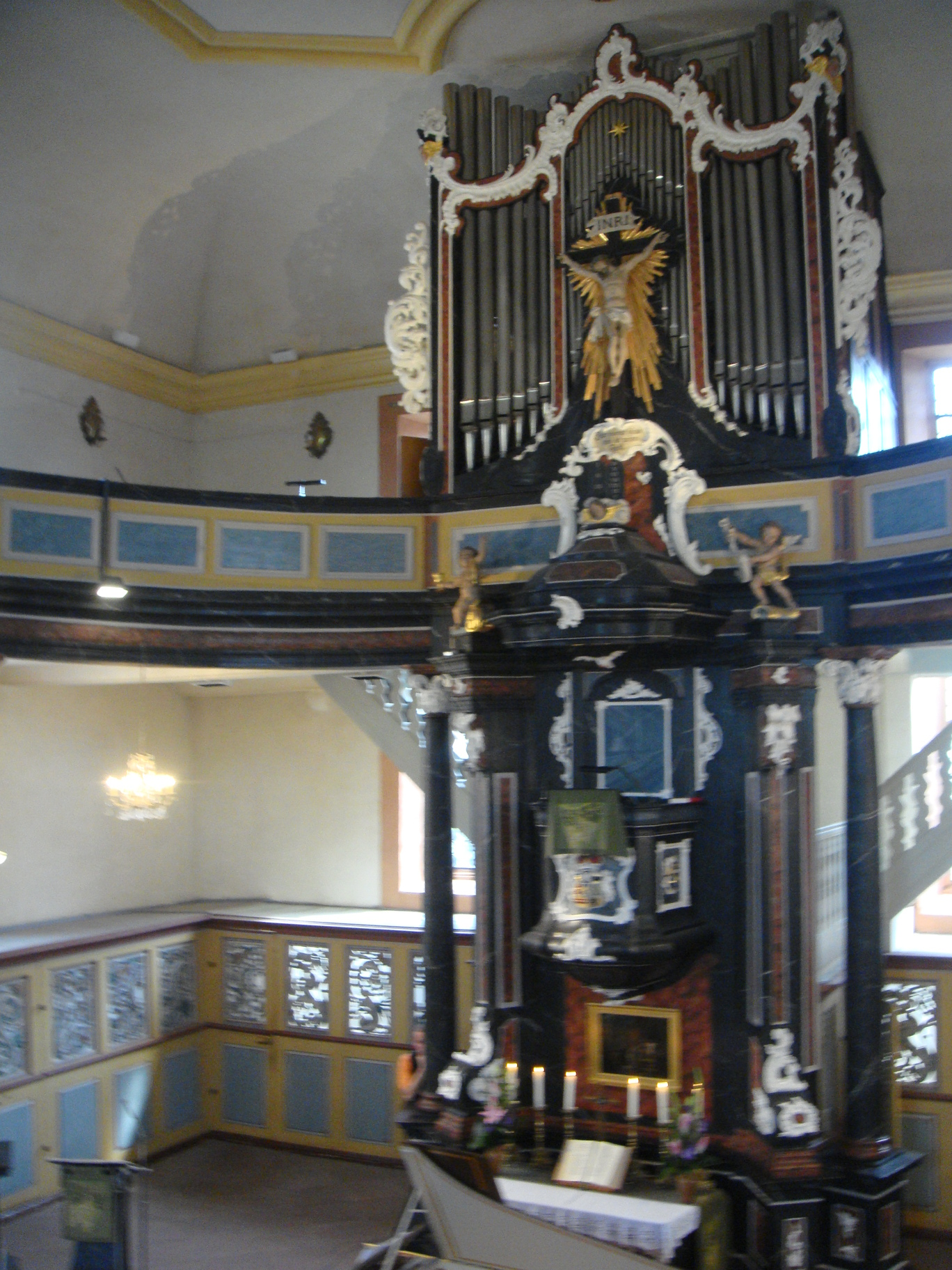
Altarraum, Orgel und umlaufende Empore

Während das Äußere eher schlicht gehalten ist, zeigt sich der Innenraum in Farbigkeit, Lebendigkeit und Detailfreude des Rokoko. Der Aufbau des Altarraumes ist dagegen typisch für die protestantische Auffassung der Dreiheit und Gleichwertigkeit von Altar (Sakrament), Kanzel (Wortverkündigung und -auslegung) und Orgel (Lobpreis/Beteiligung der Gemeinde). Zusammen mit den Orgelemporen entstand so optisch ein Kreuz. Die vier korinthischen Säulen im Altarraum symbolisieren die vier Evangelien als die Botschaft Gottes an die Welt durch Jesus Christus. Und gemäß 1. Kor. 13, 13 bedeuten die Putten den Glauben (mit dem Kelch), die Hoffnung (mit dem Anker) und – in der Mitte – die Liebe. Sie hält das Gesetz: die Zehn Gebote. Von einem goldenen Strahlenkranz umgeben ist die realistische Darstellung des Gekreuzigten. Zwölf dorische Säulen als Sinnbild der Zwölf Apostel, der zwölf Stämme Israels und der Gemeinde tragen die Emporen im Schiff. Sämtliches Schnitzwerk stammt von dem Frankfurter Holzbildhauer Johann Daniel Schnorr. Interessant ist als Symbol des Absolutismus an der Kanzel das Nassauische Wappen: Der Untertan, der zum Prediger des Evangeliums aufblickt, soll niemals vergessen, dass er auch einen weltlichen Herrn hat und dass die Predigt auch den fürstlichen Willen ausdrückt. Es ist das Wappen des Landesherren Karl von Nassau-Usingen. An der rechten Kanzelseite findet sich das Schiersteiner Wappen. Im Altarraum liegen die zwölf Gräber der Familie Reichsfreiherr Langwerth von Simmern, die das Kirchenpatronat innehatte. Das Familienwappen ist am Chorgestühl links zu sehen. Das rechte ist das des Frankfurter Schultheissen Johann Georg von Schweitzer. Des Weiteren sind Frau und Sohn des Pfarrers Philipp Bernhard Schwarz – des Initiators des Kirchenbaus – im Altarraum begraben.
Das Altarkreuz stammt vom zeitgenössischen Metallbildhauer Prof. Klump (Wiesbaden). Zu erkennen sind Gold mit Bergkristall als Symbol Christi, 12 Rubine für die Apostel und die Zeichen für die Speisung der Fünftausend. Dahinter Ecce Homo (Christus vor Pilatus; die Szene ist auf den Darmstädter Marktplatz verlegt) von Johann Conrad Seekatz. Weiter finden sich im Innenraum die Hochzeit zu Kana von Paolo Veronese (Original im Louvre), in alter Kopie um 1600, Abrahams Opfer von Cornelis de Vos, für den Dom von Pisa gemalt, wo das Gemälde 300 Jahre hing und der Gnadenstuhl (Gott Vater mit Sohn und Heiligem Geist), mittelrheinisch, wohl 17. Jahrhundert, sowie ein Osterleuchter, Oberitalien, um 1780. Das Vortragekreuz trägt die Inschrift: „Maria Magdalena Heymann“. Die Weihnachtskrippe im neapolitanischen Stil (geschnitzte und bekleidete Figuren) wird von Heiligabend bis Mariä Lichtmess gezeigt. Die Paternoster-Glocke aus Bronze wurde um 1430 in Mainz gegossen (Inschrift „Meyster Johann von Mence der gos mec“). Opferstock und Schleierbretter am Orgelprospekt stammen aus der alten Kirche, die auf dem alten Friedhof (heutige Söhnlein-Anlage) stand.

## Orgel
Die Orgel wurde 1963 von der Orgelbaufirma Förster und Nicolaus (Lich) erbaut. Das Instrument hat 21 Register auf zwei Manualen und Pedal. Die Spiel- und Registertrakturen sind mechanisch.
| I Hauptwerk C– |               |    |
| 1.             | Prinzipal     | 8′ |
| 2.             | Quintade      | 8′ |
| 3.             | Oktave        | 4′ |
| 4.             | Gedackt       | 4′ |
| 5.             | Blockflöte    | 2′ |
| 6.             | Mixtur IV-V   |    |
| 7.             | Trompete      | 8′ |
| 8.             | Krummhorn     | 8′ |
|                | Vogelgeschrey |    |
|                | Zimbelstern   |    |

| II Oberwerk C– |            |       |
| 9.             | Gedackt    | 8′    |
| 10.            | Prinzipal  | 4′    |
| 11.            | Rohrflöte  | 4′    |
| 12.            | Nasard     | 2 ⁄3′ |
| 13.            | Spitzflöte | 2′    |
| 14.            | Sifflet    | 1′    |
| 15.            | Zimbel III |       |
|                | Tremulant  |       |

| Pedal C– |               |     |
| 16.      | Subbaß        | 16′ |
| 17.      | Oktavbaß      | 8′  |
| 18.      | Gemshorn      | 4′  |
| 19.      | Rauschbaß III |     |
| 20.      | Fagott        | 16′ |
| 21.      | Clarine       | 4′  |

- Koppeln: II/I, I/P, II/P